# Liutibrod, Vrața
Liutibrod (în bulgară Лютиброд) este un sat în comuna Mezdra, regiunea Vrața,  Bulgaria. 

## Demografie
Componența etnică a satului Liutibrod
     Bulgari (94,08%)
     Nicio identificare (5,07%)
     Altele (0,84%)
La recensământul din 2011, populația satului Liutibrod era de 355 locuitori. Din punct de vedere etnic, majoritatea locuitorilor (94,08%) erau bulgari. Pentru 5,07% din locuitori nu este cunoscută apartenența etnică.